# Pórtico do Paraíso

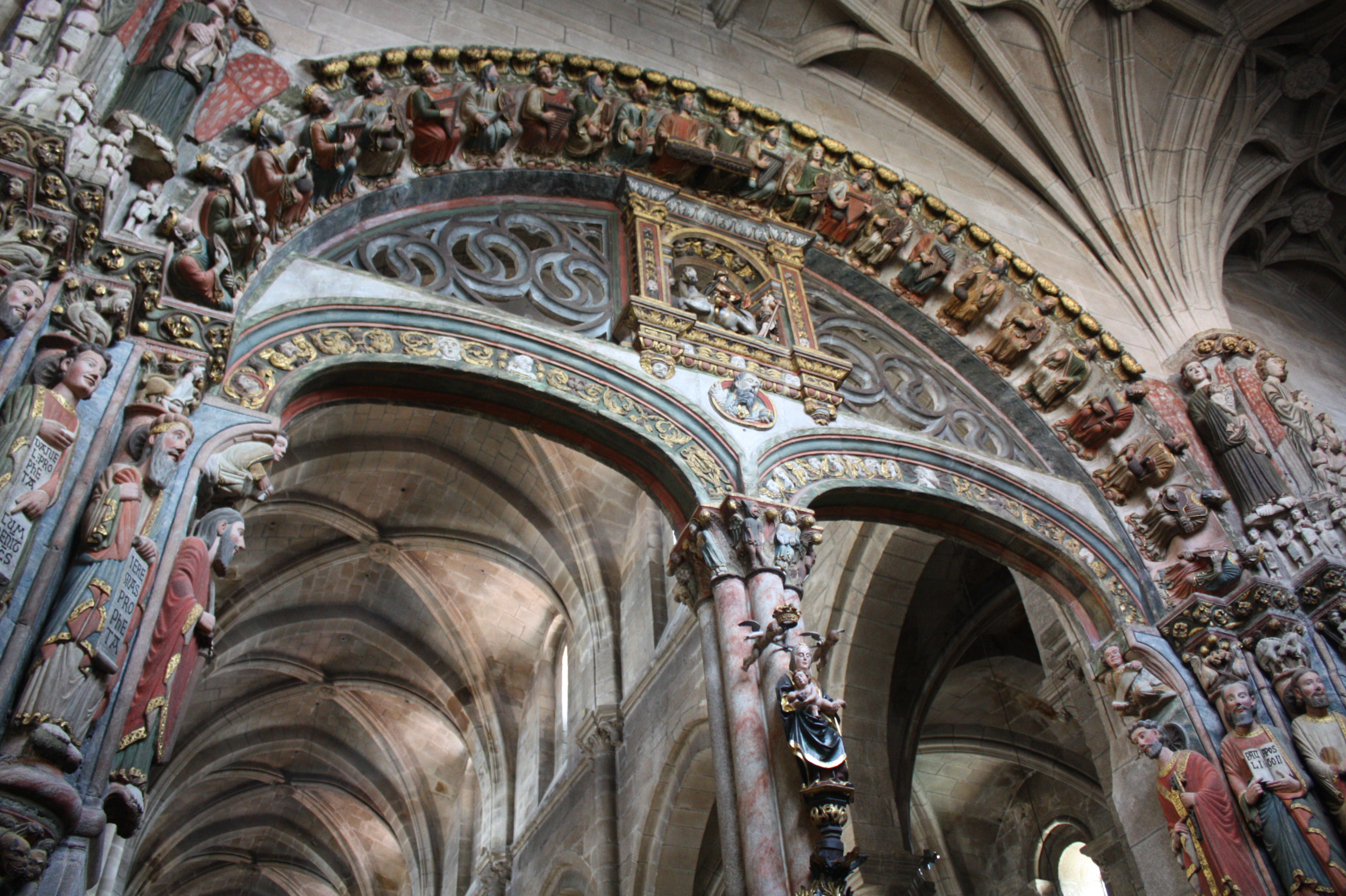
Arco central do Pórtico do Paraíso, na catedral de Ourense

O Pórtico do Paraíso da catedral de Ourense é o conjunto de esculturas que dá acesso, pela entrada principal, ao templo. Foi construído na primeira metade do século XIII, nos tempos do bispo Lourenço (1218-1248), que foi quem rematou as obras da catedral, em algum momento depois de 1230. Destaca-se a policromia que conserva, do século XVIII, e que foi restaurada em 2013, apesar de que a contra-portada carece de cor.

Ignora-se quem foi o autor ou autores do pórtico. Ángel del Castillo atribui-o a um mestre chamado Juan Evangelista: 
| “ | Depois da fachada principal... existe o chamado Pórtico do Paraíso, de princípios do século XIII, sendo obra, parece, do mestre Juan Evangelista, (segundo inscrição de certa figura de um anjo, achado há uns anos). | ” |

Na realidade, esta inscrição, "Juan Evangelista fecit", figura num anjo trombeteiro hoje conservado no museu da catedral e que nada tem a ver com o pórtico, tal como acreditam especialistas como Serafín Moralejo, Ramón Yzquierdo Perrín, Xosé Carlos Valle Pérez e Eduardo Carrero Santamaría, pelo que já ninguém apoia essa atribuição.
Conde Cid supõe a participação de dois grupos de escultores no processo de construção do tímpano. Fundamentalmente, uma primeira oficina, até 1230, que seria quem começaria as obras e esculpiu a parte inferior (bases, colunas e os profetas e apóstolos); e uma segunda oficina a partir de 1230, responsável pela parte dos arcos. Dentro dessa primeira oficina, distinguem-se quatro mãos diferentes, a julgar pelo trabalho dos rogues dos vestidos e a sensação de movimento que se consegue: um escultor dos profetas Oseias e Malaquias e os três apóstolos desconhecidos; outro escultor seria o autor das estátuas de Ezequiel, Habacuque, Jonas e Isaías e, provavelmente, dos apóstolos João e André; um terceiro escultor, dos profetas Daniel e Jeremias e dos apóstolos Santiago e Mateus; e um último escultor seria o responsável pelas figuras do profeta desconhecido e dos apóstolos Pedro e Paulo.
Os especialistas concordam que é muito provável que estes escultores tenham pertencido à oficina do Mestre Mateus ou, pelo menos, tenham sido influenciados por ele, pois reproduziram a disposição de apóstolos e profetas que este dispôs em Compostela e a técnica utilizada nas estátuas-coluna e na ornamentação do arco menor é também similar, mas, ainda assim e apesar do feito de que o pórtico de Ourense seja posterior ao de Santiago, a realidade é que o estilo do Pórtico do Paraíso é mais românico que o da Glória.
Outros autores vêem, ainda, a influência das oficinas de Amiens e Paris, que chegaram até aqui através da catedral de Burgos.